# پسیکتریا پوئپیگیانا
پسیکتریا پوئپیگیانا (نام علمی: Psychotria poeppigiana) نام یک گونه از تیره روناسیان است.